# Johann Cunde
Johann Cunde (* 1724/1725 in Freetz bei Schlawe in Hinterpommern; † 12. Mai 1759 in Rastenburg), latinisiert Cundeus,  war ein deutscher Theologe und Lehrer.

## Leben
Cunde war zunächst Schüler der Armenschule in Stolp. Er scheint dann Schüler des Gymnasiums in Schlawe gewesen zu sein, bevor er von Oktober 1737 an bis Ostern 1741 als Freischüler das Friedrichskolleg (Collegium Fridericianum) in Königsberg besuchte. Er war dort ein Mitschüler Immanuel Kants, der zu seinem engeren Freundeskreis zählte. Zu dem Freundeskreis gehörte auch David Ruhnken, der das Gymnasium in Schlawe besucht hatte und Ostern 1739 an das Friedrichskolleg gekommen war. Cunde und Ruhnken sollen einander bereits von der gemeinsamen Schulzeit in Schlawe her gekannt haben. Seit 1741 studierte Cunde an der Albertina Theologie. Die Freundschaft mit Kant und Ruhnken dauerte auch während dieses Universitätsstudiums fort. Im Winter 1743/44 war Cunde für ein halbes Jahr Lehrer am Fridericianum. Danach war er dort im Zeitraum 1746–1756 als Lehrer tätig. Bis 1755 war er dort zuletzt auch als Subinspektor und als Vesperprediger angestellt. Seine Schüler rühmten seine herausragenden pädagogischen Fähigkeiten. Die Aufgaben in den verschiedenen Ämtern, die er zu bekleiden hatte, gingen mit einer Arbeitsüberlastung einher, an der er gesundheitlich litt. 1756 wurde er Rektor des Gymnasiums in Rastenburg, Ostpreußen. In Rastenburg verstarb Cunde im Alter von 33 Jahren.
Einer seiner Schüler am Fridericianum in Königsberg, Ludwig Ernst von Borowski, später ein enger Vertrauter Kants, urteilte über Cunde: „Unter den Lehrern meiner Zeit ragt Cunde über alle seiner Zeit, vielleicht über alle, die in hundert Jahren Lehrer der Anstalt waren, weit hervor.“